# Оксокислоти

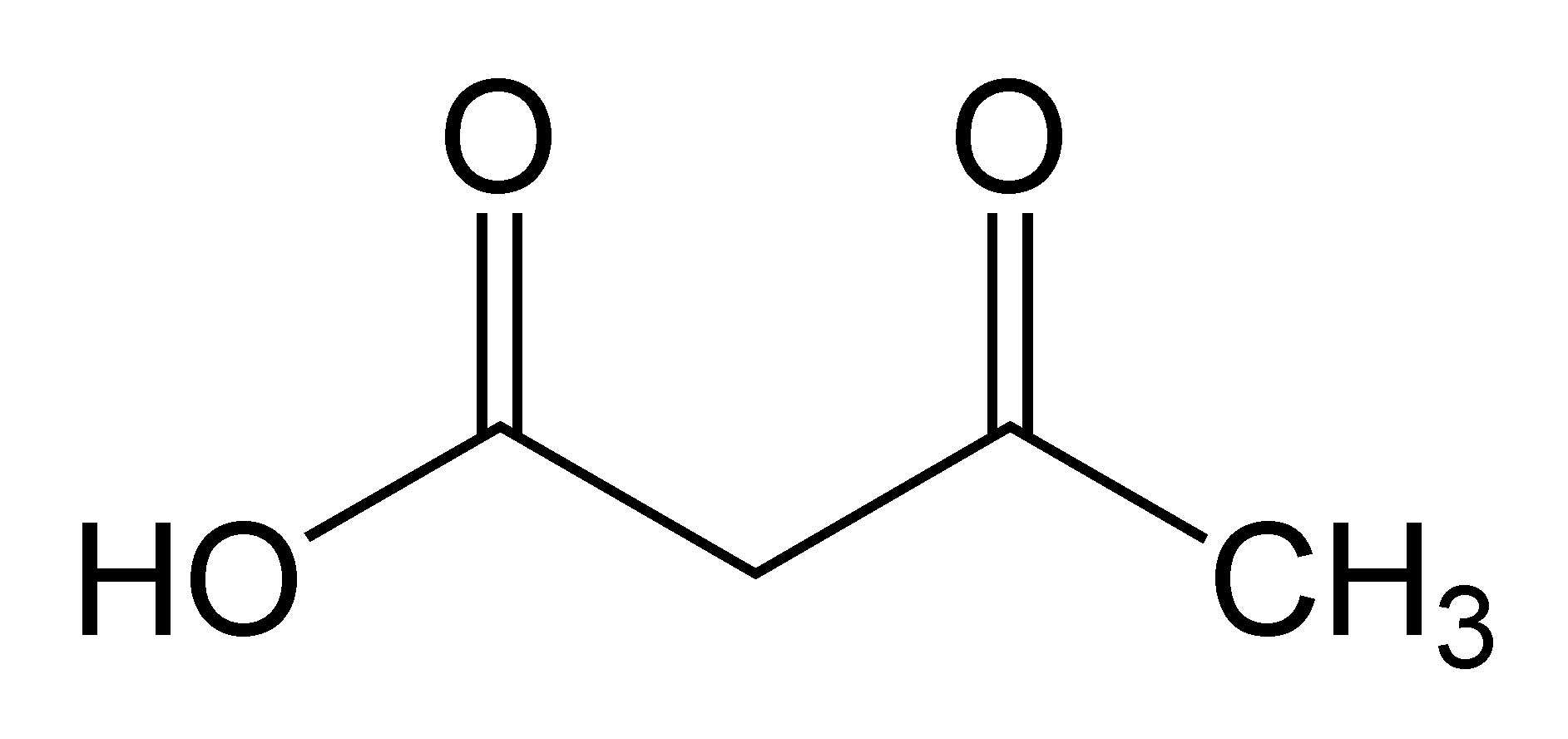
Ацетооцтова кислота

Кетокислоти, зверху вниз: Піровиноградна кислота, Ацетооцтова кислота та левулінова кислота

О́ксокисло́ти — похідні карбонових кислот, у молекулах яких окрім карбоксильної групи міститься альдегідна (RH=O) або кетогрупа (R1(C=O)R2).

## Номенклатура
За кількістю оксогруп розрізняють такі альдегідо- і кетонокислоти: моноальдегідо- і діальдегідокислоти, моно- і дикетокислоти тощо. За кількістю карбоксильних груп оксокислоти поділяють на одно, дво- і багатоосновні. За відстанню карбонільної групи від карбоксильної оксокислоти поділяються на α-оксокислоти (карбонільна група приєднана до карбоксильної), β-оксоксикислоти (ці групи розділяє один атом карбону), γ-оксокислоти та інші.

## Отримання
Оксокислоти отримують гідролізом галогенкарбонових кислот:
{\displaystyle {\ce {Cl2=CH-COOH +2H2O ->[-2HCl](OH)2=C-COOH ->[-H_2O]O=CH-COOH}}}
Їх також можна отримати окисненням двоатомних спиртів:
{\displaystyle {\ce {HO-CH2-CH2-OH +3O ->CHO-COOH +2H2O}}}
Реакція йде у три етапи. При цьому може спочатку повністю окиснитися один атом карбону з гідроксильною групою, а може навпаки:
{\displaystyle {\ce {OH-CH2-CH2-OH +O ->[-H_2O]OH-CH2-CHO +O->OH-CH2-COOH +O->[-H_2O]CHO-COOH}}}
{\displaystyle {\ce {OH-CH2-CH2-OH +O ->[-H_2O]OH-CH2-CHO +O->[-H_2O]CHO-CHO +O->CHO-COOH}}}
Оксокислоти також можна отримати окисненням гідроксикислот:
{\displaystyle {\ce {2R-COH-R-COOH +O->2R-CO-R +H2O}}}
Ще оксокислоти отримують з галогенангідридів:
{\displaystyle {\ce {R-C(O)+Hal- +Cu+CN- ->[-CuCl]R-C(O)-C#N +2H2O ->[H+]R-CO-COOH +NH3}}}

## Хімічні властивості
Оксокислоти — гетерофункціональні сполуки. Вони одночасно мають властивості карбонових кислот і оксосполук. Як карбонові кислоти, вони здатні утворювати солі, галогенангідриди, естери, ангідриди кислот. Маючи у складі своїх молекул карбонільну групу, вони здатні утворювати оксими, гідразони, ціангідрини тощо.
α-оксокислоти є сильнішими кислотами, ніж α-гідроксикислоти. При нагріванні вони декарбоксилюються легше за карбонові кислоти з утворенням альдегідів:
{\displaystyle {\ce {R-CO-COOH ->[t]R-CH=O +CO2}}}
В присутності концентрованої сульфатної кислоти утворюються не альдегіди, а карбонові кислоти, а замість діоксиду вуглецю утворюється монооксид:
{\displaystyle {\ce {R-CO-COOH ->[H_2SO_4]R-COOH +CO}}}
При декарбоксилюванні альдегіди можуть окиснюватися:
{\displaystyle {\ce {R-CO-COOH +O->[t]R-COOH +CO2}}}
β-оксокислоти є нестабільними та легко декарбоксилюються. Це пов'язано з утворенням водневих зв'язків між атомом оксигену у карбонільній групі та атомом гідроген у карбоксильній. Внаслідок цього атом гідрогену переходить до карбонільної групи, а між α- та β-атомами карбону утворюється подвійний зв'язок та відщеплюється вуглекислий газ:
γ- та δ-оксокислоти мають всі властивості, характерні для карбонових кислот та для карбонільних сполук. Вони також можуть вступати у реакцію внутрішньомолекулярної циклізації внаслідок переходу атома гідрогену з карбоксильної групи до карбонільної групи:

## Найбільш відомі представники оксокислот
Найпростішими представниками альдегідо- і кетокислот є оксоетанова (гліоксалева кислота) та 2-оксопропанова (піровиноградна) кислоти, яким належить важлива роль у перетворенні вуглеводів, білків та ліпідів у живих організмах.

### Піровиноградна кислота
2-Оксопропанова (піровиноградна, α-кетопропіонова, ацетилформіатна) кислота — рідина], кипить при 165 °С (з розкладанням), добре розчиняється у воді, діетиловому етері й етанолі, має різкий запах. Добувають окисненням лактатної кислоти. Одночасно має властивості кислот і кетонів. Солі й етери піровиноградної кислоти називають піруватами. Піровиноградна кислота, приєднуючи гідроген, перетворюється на лактатну кислоту. При окисненні (окисному декарбоксилуванні) утворює ацетатну кислоту й оксид карбону(IV). Ці реакції відбуваються і в живих організмах.
Піровиноградна кислота — один з центральних проміжних продуктів під час взаємного перетворення вуглеводів, ліпідів та білків у живих організмах.

### Гліоксалева кислота
Гліоксалева (гліоксилова) кислота - найпростіша альдегідо-кислота, яка існує у вигляді сиропоподібної рідини з температурою кипіння 371 К. Відома лише у вигляді гідрату, що пов’язано з високою поляризацією альдегідної групи (під впливом сусідньої карбоксильної групи)
Гліоксалева кислота міститься в недозрілих фруктах. Її можна використовувати для отримання винної кислоти .

## Таутомерія
Етил-3-оксобутаноат (ацетооцтовий естер) — рідина з приємним запахом, кипить з незначним розкладанням при 180 °С, погано розчиняється у воді, існує у вигляді двох форм — кетонної та енольної, які взаємно переходять одна в одну.
Динамічна рівновага обох форм естеру настає в суміші, коли 92 % її становить кетонна форма і 7,5 % — енольна.
Ацетооцтовий естер — цінний продукт для органічного синтезу. Його використовують для виробництва лікарських препаратів амідопірину і акридину, багатьох азобарвників (див. азосполуки), вітаміну В1, ароматизуючих речовин (добавок для харчових продуктів) тощо.